# Julius-Wolff-Straße 7 (Quedlinburg)

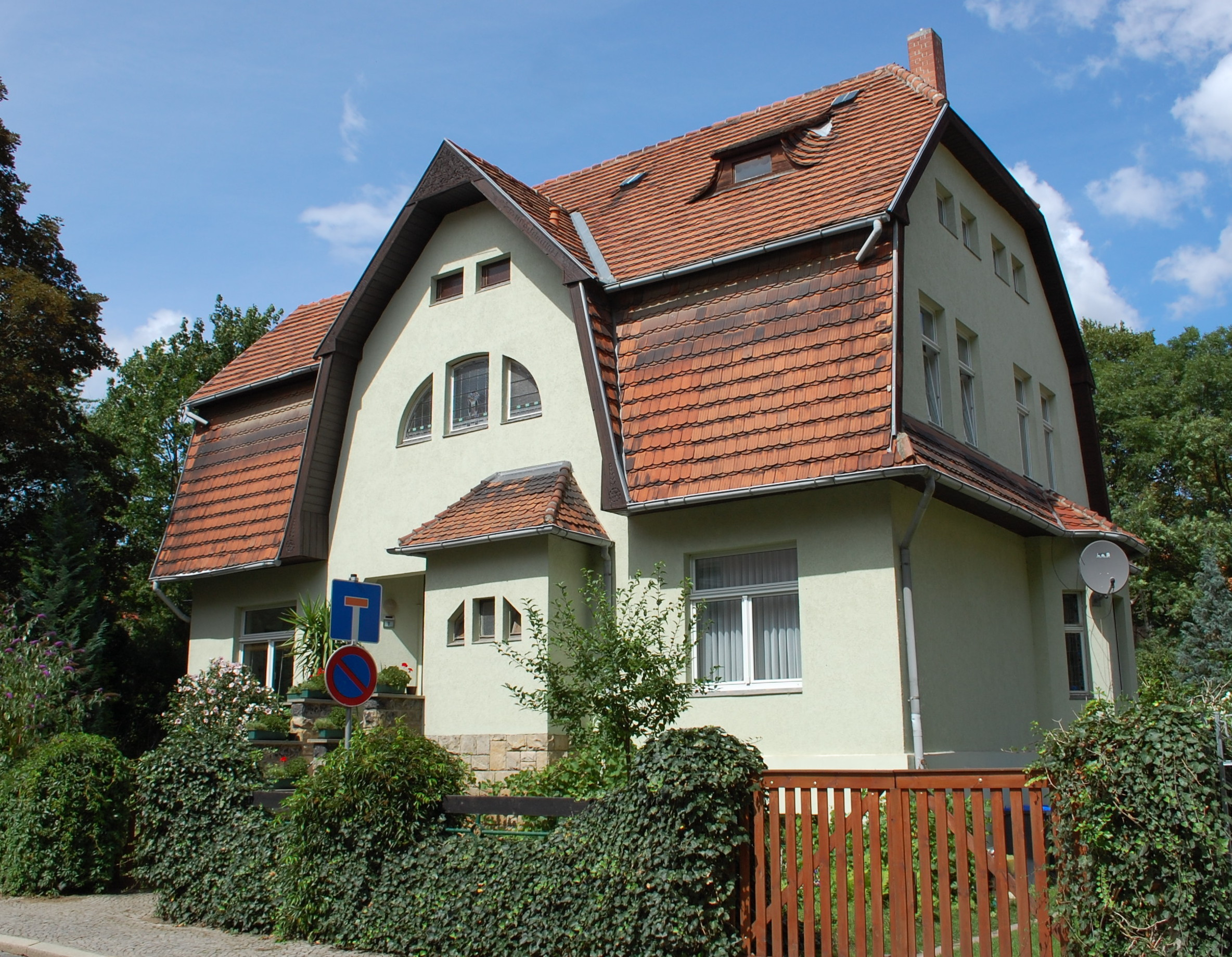
Haus Julius-Wolff-Straße 7

Das Haus Julius-Wolff-Straße 7 ist ein denkmalgeschütztes Haus in Quedlinburg in Sachsen-Anhalt.

## Lage
Das im Quedlinburger Denkmalverzeichnis eingetragene Wohnhaus befindet sich nördlich der historischen Quedlinburger Altstadt. Westlich des Hauses fließt der Mühlgraben, an dessen rechten Ufer das Gebäude steht. Über den Mühlgraben führt in unmittelbarer Nähe die Brücke Julius-Wolff-Straße.

## Architektur und Geschichte
Das im Landhausstil gestaltete Gebäude wurde in den Jahren 1911/1912 vom Architekten Herrmann Wellmann für den Königlichen Obermusikmeister Emil Radlocha errichtet. An den Beruf des Bauherren erinnern Schmuckelemente, die Musikmotive aufnehmen. Die Fassade des Hauses ist kleinteilig gegliedert.
1912 zog die Quedlinburger Freimaurerloge Goldene Waage aus ihrem bisherigen Gebäude Zur goldenen Waage in das Haus Julius-Wolff-Straße 7. Radochla war Mitglied der Loge.